# IFK Motala BK
IFK Motala BK är den svenska idrottsföreningen IFK Motalas bandysektion.

## Historik
IFK Motala gjorde debut i Sveriges högsta division säsongen 1979/1980. Klubben har spelat två SM-finaler, 1985 och 1987. Båda spelades mot IF Boltic, och IFK Motala vann 1987 års final med 3–2, efter straffmål i sudden death av Håkan Rohlén.
2007 föreslog klubben omfattande förändringar i den svenska bandyns seriesystem, förändringar som Svenska Bandyförbundet fastställde vid sitt årsmöte den 14 juni 2008. Säsongen 2008/2009 föll IFK Motala ur Sveriges högsta division efter trettio säsonger. Laget kom tillbaka till elitserien efter att ha gått obesegrade genom södra allsvenskan 2011/2012, men det blev denna gång bara en ettårig sejour i högsta serien. 2017 var man dock tillbaka i elitserien igen och spelade där till och med säsongen 2023/2024.
Den 26 april 2024 meddelade man, efter att Motala kommun sagt nej till att bygga en inomhushall, att man drar sig ur elitserien inför säsongen 2024–2025, för att i stället börja om på nytt i division 1.

## Kända Motalaspelare
- Per-Olof "Poppen" Pettersson
- Patrick Sandell
- Thomas Påhlsson
- Dennis Gustavsson
- Kent Edlund
- Håkan Rohlén
- Östen Eriksson
- Stefan Samuelsson
- Mattias Sjöholm
- Mikael Arvidsson
- Thomas Karlsson

| Målligan i IFK Motala | Målligan i IFK Motala | Målligan i IFK Motala | Målligan i IFK Motala |
|                       | Spelare               | Årtal                 | Antal mål             |
| --------------------- | --------------------- | --------------------- | --------------------- |
| 1.                    | Thomas Påhlsson       | 1984-2003             | 310.                  |
| 2.                    | Stefan Lindén         | 1965-1986             | 303.                  |
| 3.                    | Mattias Sjöholm       | 1991-2009             | 204.                  |
| 4.                    | Håkan Rohlén          | 1985-1996             | 186.                  |
| 5.                    | Lars Andersson        | 1971-1985             | 174.                  |
| 6.                    | Mikael Andersson      | 1986-1996             | 152.                  |
| 7.                    | Urban Andersson       | 1982-1990             | 130.                  |
| 8.                    | Patrick Sandell       | 1986-1998             | 127.                  |
| 9.                    | Tony Westling         | 1972-1987             | 121.                  |
| 10.                   | Östen Ericsson        | 1978-1986             | 116.                  |